# 何偉略
何偉略（1954/1955年—），加拿大政治人物，2009年-13年間以卑詩自由黨黨員身份擔任卑詩省議會列治文中選區議員，在此之前則於2001年-08年間任職列治文市議會議員。

## 背景
何偉略於卑詩省列治文土生土長，1975年至1994年間供職列治文儲畜信用社，期間曾任該社房地產投資部門主管。他其後創辦NCL房地產管理公司，主攻物業發展和管理。他曾任列治文旅遊局總裁、卑詩房地產學會溫哥華分會共同主席和列治文總商會會員，並曾參與列治文少年冰球協會義工活動達12年。他與妻子特魯迪（Trudy）育有一子。

## 市議員
他於2001年10月代表列治文無黨派協會（Richmond Non-Partisan Association）參與列治文市議會補選，競逐三個懸空市議會議席之一並告當選。翌年他則轉投列治文優先黨（Richmond First），並於2002年市選中連任。他在市議會表決中支持在列治文開設賭場，河石娛樂場遂告設立。他是唯一一名支持加拿大線（當時名為列治文-機場-溫哥華線）在列治文市內高架運行的市議員；其他市議員則支持該線在列市內地面運行或不在市內興建架空列車。他曾支持從市內農地儲備中撥出55英畝土地興建會議中心，但沒有成事。他亦支持在市內興建2010年冬季奧運會速度滑冰場館，並到訪挪威利勒哈默爾考察1994年冬季奧運會設施。
2005年市選，何偉略連任市議員。他爭取其他市議員支持委任他作大溫哥華區域局中兩名列治文市代表之一，但未有成功。有見其黨友在多項市政議題上皆未有與他立場一致，他於2006年2月退出列治文優先黨，此後以獨立身份在市議會議政。

## 省議員
卑詩自由黨籍列治文中選區省議員安珈賢於2007年12月宣佈不在下次省選尋求連任後，何偉略於2008年1月宣佈競逐該區自由黨候選人資格，同年11月在無競爭對手下自動出線。他於2009年省選以逾六成得票當選該區省議員，為自由黨保著該穩得議席。他未有獲省長金寶爾委入內閣，但在第39屆省議會首兩次會期中出任公共帳目特別常務委員會成員，在第三和第四次會期中則任財政及政府服務特別常務委員會主席，期間走訪該省就財政預算案優先事項收集省民意見。他亦提倡聯邦政府與亞洲國家簽定開放天空協議。
自由黨政府計劃推行合併銷售稅（HST），何偉略曾為該項政策護航，並支持金寶爾計劃從2011年元旦起對省民個人入息的首7萬2千元減收省府入息税。然而HST計劃備受爭議，自由黨遂民望急跌，金寶爾亦於2010年11月3日宣佈辭去省長及自由黨黨魁職務。在其後舉行的自由黨黨魁選舉中，何偉略支持馮宜幹。簡蕙芝於2011年當選該黨黨魁並就任省長後，亦未有任命何偉略入閣，到2012年3月她則委派何偉略出任議會秘書，就航空服務協定事務支援運輸廳長。2013年自由黨省政府出現「族裔門」醜聞，有指省府職員於2011年末策劃一份協助該黨贏取少數族裔選票的建議書，從而惠及該黨在2013年省選的選情，這被指為公器私用。自由黨就此展開調查，黨團主席何國定於2013年初委派何偉略從中協助。
2012年9月，何偉略宣布不會參與下屆省選，其後物色匯聲廣播華僑之聲（AM1320）總裁屈潔冰代表自由黨在該選區參選。她於2013年1月正式獲取自由黨候選人資格，並於同年5月省選中當選該區省議員。

## 近期發展
何偉略卸任省議員後創立非牟利機構，爭取加拿大與別國簽定開放天空協議，以讓更多國際航空公司開辦航線來往加國。2014年他參與創立市級政團列治文社區聯盟（Richmond Community Coalition），並出任其主席。

## 外部連結
- （英文）卑詩省議會網站 何偉略議員簡介 （页面存档备份，存于）